# (12843) Ewers
(12843) Ewers (1997 GH27) – planetoida z pasa głównego asteroid okrążająca Słońce w ciągu 3,9 lat w średniej odległości 2,48 j.a. Odkryta 9 kwietnia 1997 roku.